# Херман фон Вид
Вилхелм Херман Карл фон Вид (на немски: Wilhelm Herman Karl zu Wied; * 22 май 1814 в Нойвид; † 5 март 1864 в Нойвид) е 4. княз на Вид (1836 – 1864). Тъст е на румънския крал Карол I.
Той е син на княз Йохан Август Карл фон Вид, граф на Изенбург (1779 – 1836) и съпругата му принцеса София Августа фон Золмс-Браунфелс (1796 – 1855), дъщеря на княз Вилхелм фон Золмс-Браунфелс и Августа Франциска фон Залм-Грумбах.

През 1858 г. Херман има титлата генерал-майор и 1861 г. генерал-лейтенант.

## Фамилия
Херман се жени на 20 юни 1842 г. в Бибрих за принцеса Мария Вилхелмина Фридерика Елизабет фон Насау-Вайлбург (* 29 януари 1825 в дворец Бибрих, Висбаден; † 24 март 1902 в Зегенхауз при Нойвид), дъщеря на херцог Вилхелм I фон Насау (1792 – 1839) и първата му съпруга Луиза фон Саксония-Хилдбургхаузен. Те имат три деца:
- Елизабет фон Вид (Кармен Силва) (1843 – 1916), омъжена на 15 ноември 1869 г. в Нойвид за Карол I (1839 – 1914), крал на Румъния от династията Хоенцолерн-Зигмаринген
- Вилхелм фон Вид (1845 – 1907), 5. княз на Вид, женен 1871 г. за принцеса Мария Нидерландска (1841 – 1910), внучка на пруския крал Фридрих Вилхелм III и на крал Вилхелм I от Нидерландия
- Ото (1850 – 1862)